# Die Tiere sind unruhig
Die Tiere sind unruhig ist das vierte Album der Hamburger Band Kante und ist am 4. August 2006 erschienen.
Aufgenommen wurde das Album größtenteils im Chez Cherie-Studio (Berlin) und im Semi-Heimstudio Leboeg (Hamburg). Neben den Mitgliedern der Band wirkte auch ein Orchester an den Aufnahmen mit.
Veröffentlicht wurde das Album als CD, Doppel-LP und als limitierte CD+DVD Version. Das Albumcover ist von Ruth May, der Frau von Sänger Peter Thiessen, gestaltet. Im Lied Die grösste Party der Geschichte gibt es einen Rapteil (erstmals in der Geschichte der Band), der von Gitarrist Felix Müller übernommen wurde.

## Rezensionen
Das Album erhielt gute bis sehr gute Kritiken. laut.de gab vier von fünf Punkten und bilanzierte: „Kante setzen mit ‚Die Tiere Sind Unruhig‘ Maßstäbe. Das Experimentieren hat sich gelohnt.“ Auch Plattentests.de gab eine gute acht von zehn und in der Musikfachzeitschrift Visions war das Album Album des Monats August 2006 und Achter bei den Alben des Jahres 2006, während es im Musikexpress sogar zum besten Album des Jahres 2006 gekürt wurde.

## Titelliste
1. Die Tiere sind unruhig – 06:03
2. Ich hab’s gesehen – 05:34
3. Nichts geht verloren – 08:15
4. Die grösste Party der Geschichte – 06:52
5. Die Wahrheit – 06:50
6. Ducks and Daws – 05:15
7. Die Hitze dauert an – 09:12